# Wolfgang Glöde

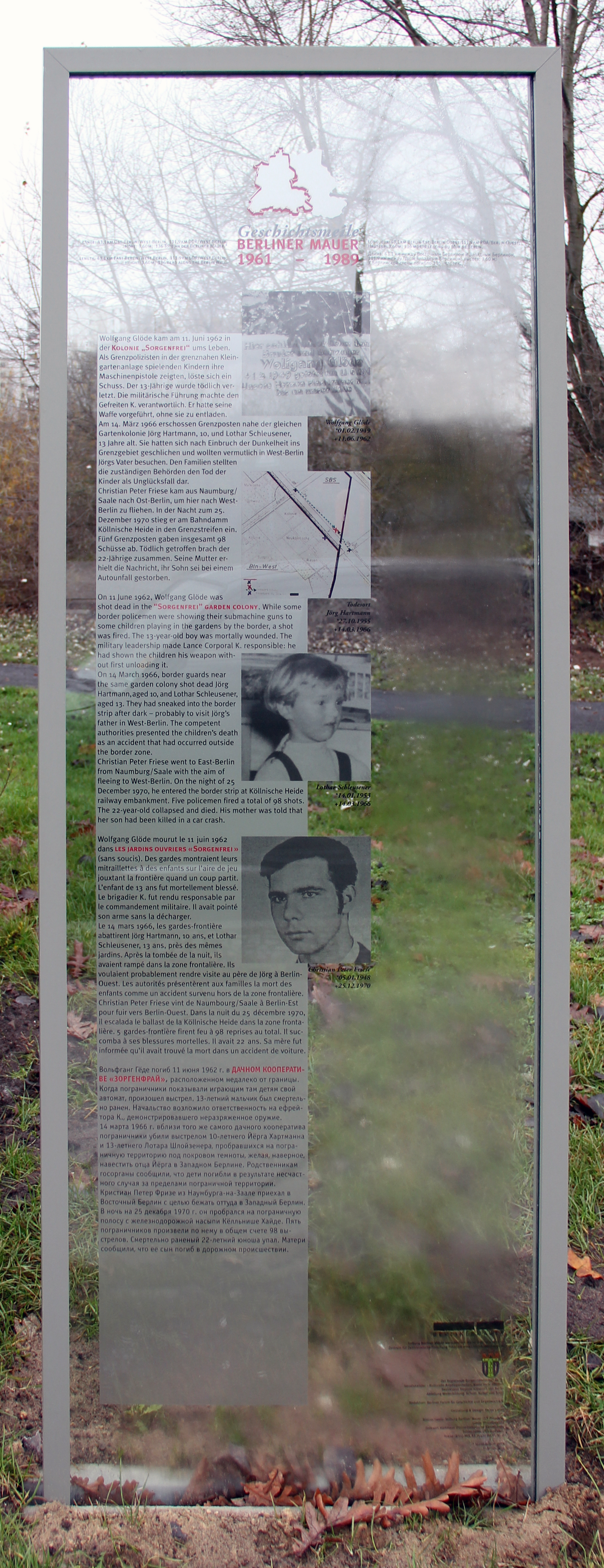
Tablica pamiątkowa przy Kiefholzstraße 100

Wolfgang Glöde (ur. 1 lutego 1949 in Berlinie, zm. 11 czerwca 1962 tamże) – nieletnia ofiara śmiertelna Muru Berlińskiego zmarła wskutek nieumyślnego postrzelenia przez żołnierza wojsk granicznych NRD.

## Okoliczności śmierci
Wolfgang Glöde dorastał wraz z rodzeństwem w kolonii ogródków działkowych „Sorgenfrei”. Z powodu powstałego po drugiej wojnie światowej deficytu mieszkaniowego, rodzina zmuszona została zamieszkać na jednej z parcel tejże. Po budowie muru teren ów znajdował się w bezpośrednim sąsiedztwie granicy, prawo wstępu na tenże posiadali wyłącznie jego mieszkańcy. Z powodu wielu mających miejsce w tym rejonie prób ucieczek, kolonię intensywnie patrolowali żołnierze wojsk granicznych.
W dniu śmierci chłopiec bawił się z dziećmi z sąsiedztwa, nawiązując przy tej okazji rozmowę z żołnierzami mijającego ich patrolu. W związku z prośbą o wyjaśnienie mechanizmu działania karabinka szturmowego AK-47, jeden z żołnierzy zdjął z ramienia broń i przeładował ją. W okolicznościach tych pociągnął za spust, wskutek czego Glöde został postrzelony. Wobec przestrzelenia płuca dziecko zmarło. W wyniku badań okoliczności wypadku wykazano, iż bezpośrednią przyczyną śmierci była nieostrożność żołnierza w obchodzeniu się z bronią przy jednoczesnej znajomości przepisów. Sprawca postrzału został aresztowany i postawiony przed sądem wojskowym.

## Reakcje po stronie zachodniej
Władze Berlina Zachodniego przyjęły początkowo hipotezę o kolejnej nieudanej próbie ucieczki. W mediach informowano o morderstwie ucznia, podczas jednego z przemówień 17 czerwca 1962 r. Konrad Adenauer i Willy Brandt potępili strzały. Dopiero później wyjaśniono, iż w przypadku niniejszym chodziło wyłącznie o nieszczęśliwy wypadek.